# Partido Colón
Colón ist ein Partido in der argentinischen Provinz Buenos Aires. Das Partido hatte bei der Volkszählung 2010 24.890 Einwohner. Bei einer Oberfläche von 1022 km² beträgt die Bevölkerungsdichte Colóns 23,30 Einwohner pro km². Die Zahl der Haushalte beträgt 8.191.
Verwaltungszentrum ist die gleichnamige Stadt Colón, weitere Orte im Partido sind Pearson, Sarasa und El Arbolito. Das Partido Colón ist umgeben von den Partidos Pergamino, Rojas und General Arenales und grenzt an die Departamentos General López und Constitución in der Provinz Santa Fe.
Intendente Colóns ist Ricardo Miguel Casi von der Frente para la Victoria. Telefonvorwahl Colóns ist 02473, der Postleitcode B7120ATD.
Das Partido wurde 1892 durch ein Provinzgesetz aus Teilen des Partidos Rojas geschaffen.